# Auguste Berthon
Pour les articles homonymes, voir Berthon.
Auguste Berthon est un homme politique français né le 6 octobre 1860 à Valence (Drôme) et décédé le 9 janvier 1933 à Toulon (Var).

## Biographie
Fils d'un ouvrier de l'Arsenal de Toulon, il y entre comme tourneur sur métaux. Il devient responsable syndical et milite au parti socialiste unifié. Il est député du Var de 1914 à 1919. Battu aux législatives en 1919 et 1924, il devient par la suite adjoint au maire de Toulon et secrétaire général du syndicat de l'Arsenal.
Il participe à la décoration de la Bourse du travail de Saint-Étienne.

## Sources
- « Auguste Berthon », dans le Dictionnaire des parlementaires français (1889-1940), sous la direction de Jean Jolly, PUF, 1960 [détail de l’édition]